# Efraim Shamir

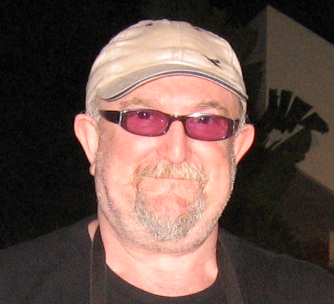
Efraim Shamir (2007)

Efraim Shamir j. hebrajski אפרים שמיר (ur. 9 grudnia 1951) – izraelski muzyk i wokalista (posiada polskie obywatelstwo), członek między innymi zespołu Kaveret, jeden z pionierów i zarazem ikona izraelskiego rocka, bluesa i popu lat 70 i 80 – XX wieku. Obecnie muzyk zaangażowany w projekty solowe.

## Życiorys
Urodził się na Syberii w ZSRR. Gdy miał 8 lat jego rodzina wyemigrowała do Polski i przez blisko 10 lat mieszkał w Bytomiu. Z polski wyjechał w wieku 16 lat wraz z matką i dwoma braćmi w związku z nagonką antysemicką po wydarzeniach marcowych w 1968 r. W Izraelu początkowo mieszkał w kibucu gdzie uczył się języka hebrajskiego, ukończył też szkołę rolniczą. Od 1970 r., służył w wojsku będąc jednocześnie członkiem znanej grupy Nachal, będącej zespołem wojskowym. W tym okresie Shamir wykonuje między innymi jeden ze swoich pierwszych przebojów Mika, autorstwa Yaira Rosenbauma, będący jednocześnie jego nagraniem solowym.
W latach 1973–1976 członek formacji Kaveret, w której działał aż do jej rozpadu. Zespół odniósł wielki sukces w Izraelu, a także poza granicami kraju dzięki humorystycznym piosenkom oraz unikalnemu stylowi muzycznemu. Shamir w zespole udzielał się jako wokalista, grał na gitarze rytmicznej, czasami na gitarze elektrycznej, harmonijce ustnej i instrumentach klawiszowych, a także gitarze basowej. Był także autorem piosenek.
W 1975 r., ożenił się z kompozytorką i autorką tekstów piosenek Esterą Shamir (z domu Hirschberg). Małżeństwem byli do 1978 r., i aktywnie współpracowali ze sobą w tym czasie na polu muzycznym. W 1979 r., wyjechał niespodziewanie do USA i wrócił dopiero w 1981 r.
W 1983 r., ukazał się jego pierwszy solowy album רוקד לקול הבנות. Kolejny jego album ukazał się dopiero w 1992 r.
W 2008 r., przyjechał do Polski. 4 maja dał koncert w bytomskim Centrum Kultury, a 5 maja tego roku złożył na ręce wojewody śląskiego Zygmunta Łukaszczyka wniosek o poświadczenie obywatelstwa polskiego. Jak sam muzyk mówił:

 Jestem w połowie Polakiem, w połowie Izraelczykiem. O kraju swego dzieciństwa śniłem przez ostatnie 40 lat. Chciałbym móc przyjeżdżać do Polski i tu tworzyć muzykę

Mieszka z żoną i dwoma synami w Holonie pod Tel Awiwem.